# Valentina OK
Valentina OK, pseudonimo di Valentina Adorato (Napoli, 9 settembre 1968 – Castel Volturno, 2 settembre 2014), è stata una cantante italiana transessuale di genere neomelodico.

## Biografia
Ultima di nove figli (nato col nome di Ciro Adorato), aveva quattro sorelle e quattro fratelli, cominciò la sua carriera nel 1983 con il nome di Ciro Adorato, poi cambiò nome in Valentino, poi Valentino Junior e infine Valentina, chiamandola in un ambiente tipicamente maschilista come quello del genere della canzone neomelodica napoletana, con testi di canzoni audaci, a volte spiccatamente goliardiche, altre con un contenuto sociale (come Ragazzo gay). Riuscì a farsi spazio e ad affermarsi come una cantante di successo approdando a emittenti locali, per poi venire ospitata in reti televisive nazionali. Sia Carlo Freccero, allora direttore di Rai 2, che Goffredo Fofi e Maurizio Costanzo l'avrebbero voluta nell'importante manifestazione musicale Napoli che passione ma ci furono forti resistenze da parte di alcune forze politiche e del clero cattolico e così dovettero rinunciare alla presenza della cantante.
Tra le collaborazioni più importanti della sua carriera figurano quelle con: Eugenio Bennato in una tournée teatrale; Leopoldo Mastelloni, con cui aveva realizzato un album. Nel 2009 è apparsa nel documentario di Pierpaolo De Iulis Vesuvio Pop, dedicato alla scena neomelodica partenopea. Ebbe inoltre una collaborazione cinematografica con John Turturro che l'aveva ingaggiata per un cameo in Passione, dove Valentina cantava la canzone I' te vurria vasà. Grazie alla partecipazione al film, Turturro la portò a solcare il red carpet alla Mostra internazionale del cinema di Venezia del 2010..
La sua popolarità come cantante è dovuta soprattutto al brano musicale OK scritto da Vincenzo D'Agostino, un successo che diventò un tormentone virale, tanto che Valentina modificò il nome d'arte in Valentina OK. Il testo ottenne anche delle forti critiche dovute alle varie sgrammaticature («sarei una pazza se non ci verrei» e «se aspetterai cinque minuti e io non ci sarei»).
In una intervista sul mensile Pride, parlando di sé disse: "Ho sentito di essere donna sempre. E non l'ho mai nascosto dall'età di tredici anni. Sono stata fortunata perché ho avuto dei genitori splendidi, ed anche dei fratelli e delle sorelle che mi hanno accettata e voluta bene. Nella famiglia ho sempre trovato appoggio e sostegno."

### Morte
È morta nel 2014 a 45 anni per un cancro al fegato. Riposa nel cimitero di Giugliano in Campania.

## Filmografia
- Passione, regia di John Turturro (2010)

## Teatro
- Gli angeli del Sud (1995)

## Discografia

### Album in studio
- 1985 - Selvaggio (come Valentino)
- 1987 - Il ritmo della tua città - Valentino in concerto (come Valentino Junior)
- 1996 - Non è mai diverso il cuore (come Valentina)
- 1997 - Non è mai accaduto al mondo (come Valentina)
- 1998 - Ieri oggi: il ritmo della tua città (come Valentina)
- 1999 - Strana (come Valentina)
- 2004 - Lei non sa chi sono io! (come Valentina)
- 2006 - Cuore (come Valentina)
- 2008 - Barbie & winnitu (come Valentina)
- 2010 - Amami con passione (come Valentina)

### Singoli
- Ok
- Me sento femmena
- Tu staje ccà
- Ragazzo gay

## Influenze
- Valentina OK è la fonte di ispirazione del personaggio di Natasha, interpretato da Rosalia Porcaro, prima nella trasmissione TeleGaribaldi di una rete campana e successivamente ne L'ottavo nano, varietà televisivo condotto da Serena Dandini e ideato da questa con Corrado Guzzanti, in onda su Rai 2 nel 2001.